# 龙州楼梯草
龙州楼梯草（学名：Elatostema lungzhouense）为荨麻科楼梯草属的植物，是中国的特有植物。分布在中国大陆的广西等地，生长于海拔400米的地区，常生长在丘陵山谷林中石上，目前尚未由人工引种栽培。